# Кальтеннордгайм
Кальтеннордгайм (нім. Kaltennordheim) — місто в Німеччині, розташоване в землі Тюрингія. Входить до складу району Вартбург.
Площа — 40,41 км2. Населення становить Невірний параметр metadata 16 063 102 ос. (станом на 31 грудня 2021).